# Saint-Lary (Gers)
Saint-Lary település Franciaországban, Gers megyében. Lakosainak száma 274 fő (2022. január 1.). Saint-Lary Antras, Castillon-Massas, Castin, Jegun, Lavardens és Ordan-Larroque községekkel határos.

## Népesség
A település népessége az elmúlt években az alábbi módon változott:
| Lakosok száma | 154  | 141  | 174  | 227  | 286  | 285  | 279  | 278  | 278  | 274  |
|               | 1968 | 1982 | 1990 | 2006 | 2013 | 2015 | 2017 | 2019 | 2020 | 2022 |